# Sisebut de Cardeña
Sisebut de Cardeña (mort el 1086 a Cardeña) va ser un monjo benedictí castellà, abat del monestir de San Pedro de Cardeña. És venerat com a sant per l'Església catòlica.

## Vida
Anomenat Sisebuto (o, segons el Cantar de Mio Cid, Sancho), no es coneix res de la seva vida amb anterioritat al seu nomenament com a abat del monestir de Cardeña (Castrillo del Val, Burgos). Tampoc no hi ha cap font escrita que n'expliqui el govern de l'abadia.
Sabem que durant el seu abadiat el monestir va assolir una etapa daurada, tant en la riquesa material com en la influència espiritual i intel·lectual. Va conèixer altres abats il·lustres com Énec d'Oña, Domènec de Silos o Garcia d'Arlanza. És conegut l'episodi segons el qual, quan Rodrigo Díaz de Vivar "el Cid", va marxar desterrat, va deixar la seva muller, Ximena Díaz, i les seves dues filles, a càrrec del sant abat, al seu monestir perquè en tingués cura i les protegís.
Va morir en olor de santedat, segons uns annals del monestir de Cardeña, el 1086, any que consta que encara vivia l'abril.

## Veneració
Sebollit al monestir de Cardeña, el seu sepulcre era visitat per les gents, que li atribuïen miracles i guariments. Va ser traslladat a l'altar major, en una arca de fusta. El sepulcre antic va continuar essent objecte de devoció fins que les obres de 1447 el van fer desaparèixer. En 1610 les relíquies es traslladaren a la Capilla de los Mártires, que prengué el nom del sant, i novament van ser reubicades en 1736. Pius VI va aprovar que s'hi concedís culte litúrgic, establint la festivitat el 15 de març.

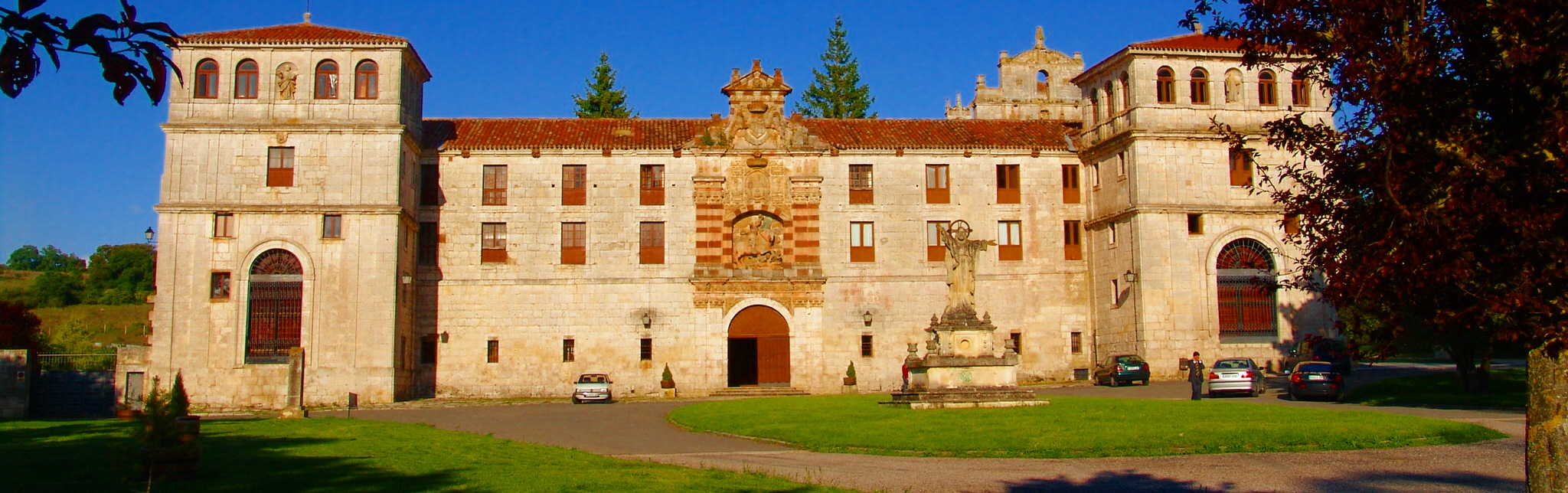
Façana actual del monestir de Cardeña

El 1835, la desamortització de Mendizábal va fer que el monestir s'abandonés, traslladant-se llavors les relíquies a la Catedral de Burgos, a la Capella de las Reliquias. En 1969, se'n traslladà la festa litúrgica al 9 de febrer.